# Roadblocker

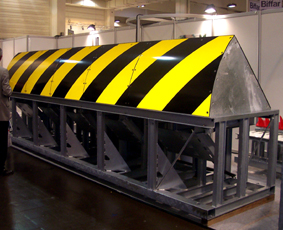
Constructie van een roadblocker

Een roadblocker is een stalen obstakel dat uit het wegdek wordt omhooggestuurd om het verkeer fysiek te blokkeren. Andere benamingen hiervoor zijn Rising Step Barrier (voornamelijk in België) of blocker (algemene aanduiding, meestal bedoeld voor kleinere versies). Kleine paalvormige blockers worden pollers, pollars, pillars, bollards of bolders genoemd.

## Techniek
De aandrijving is elektrisch, hydraulisch en zeer incidenteel pneumatisch, afhankelijk van de fabrikant. In Nederland en Duitsland worden door verschillende fabrikanten voornamelijk hydraulische systemen geproduceerd, terwijl in diverse andere landen ook elektrisch aangedreven modellen worden gemaakt. De breedte kan variëren van een tot acht meter en de hoogte van 35 centimeter tot een meter. Er zijn zeer zware uitvoeringen die in staat zijn om vrachtwagens met snelheden tot boven 100 km/uur te stoppen. 

## Toepassingen
Roadblockers worden toegepast om waardevolle goederen te beschermen of om terroristische aanslagen te voorkomen. Toepassingsgebieden zijn met name ambassades, bankgebouwen, (waarde)transportbedrijven, militaire objecten, autobedrijven, vliegvelden, kwetsbare bedrijven en bedrijfsterreinen.